# Maximilianeum

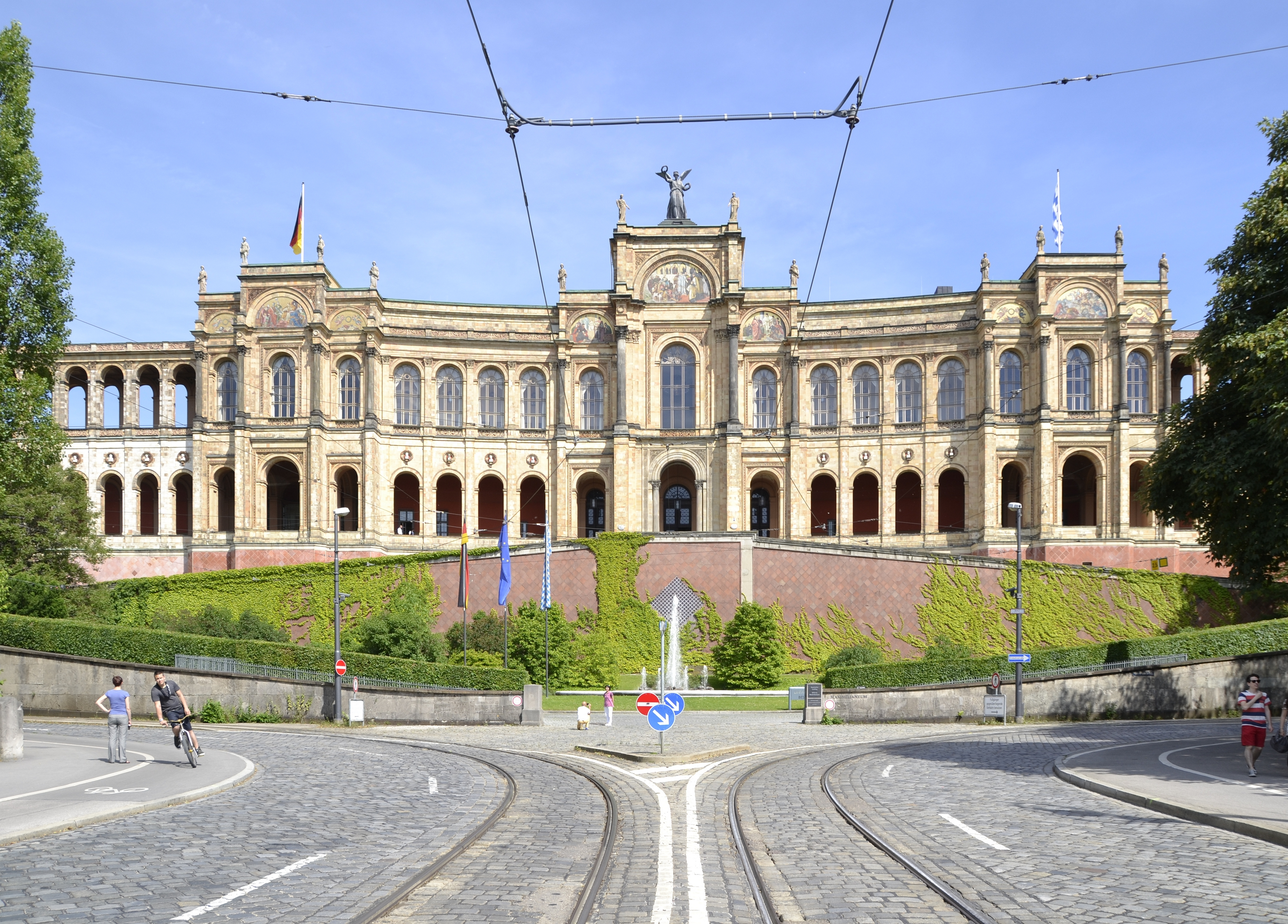
Ansicht von Westen (2013)

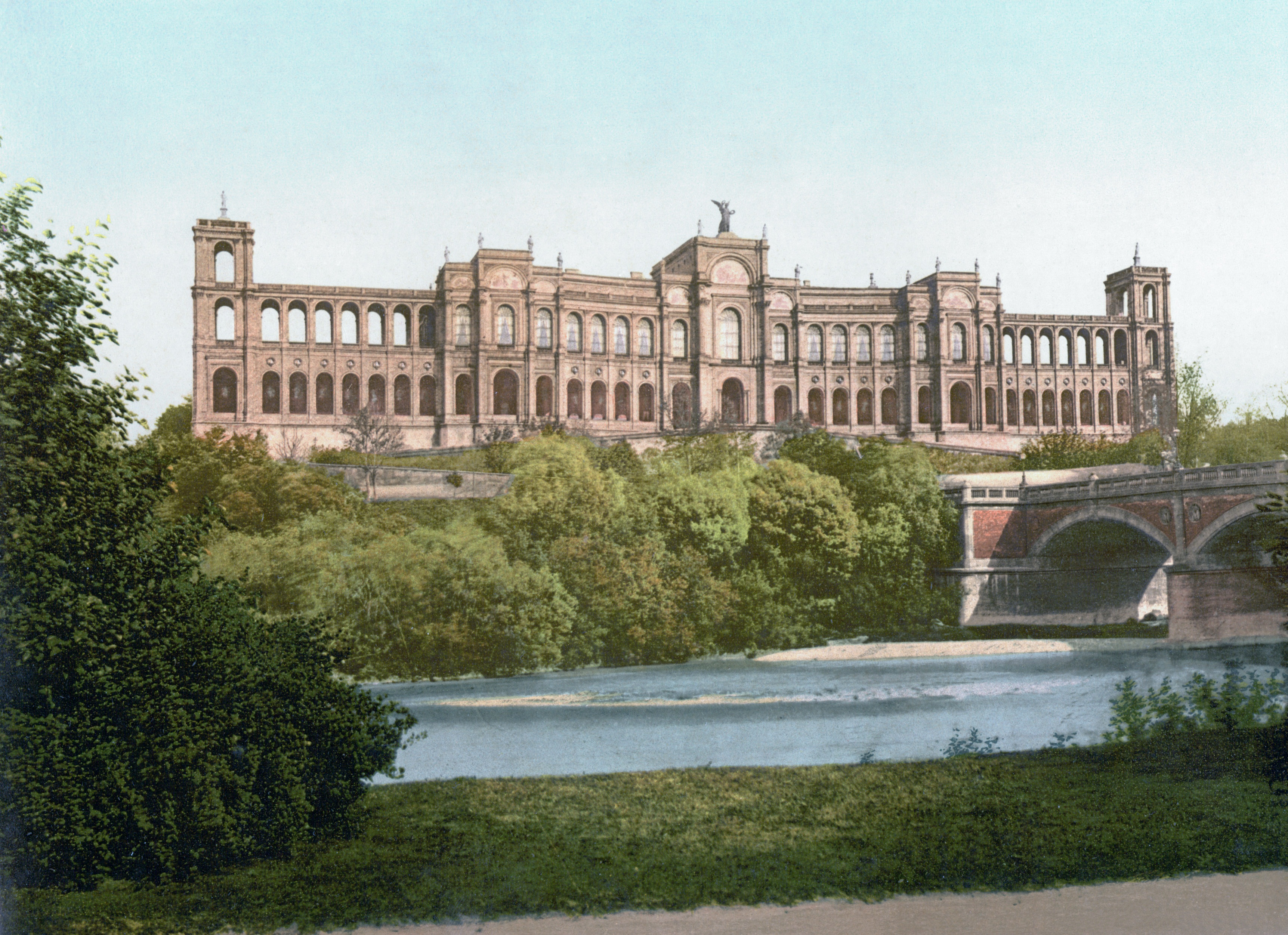
Abbildung auf einer Postkarte vom Ende des 19. Jahrhunderts

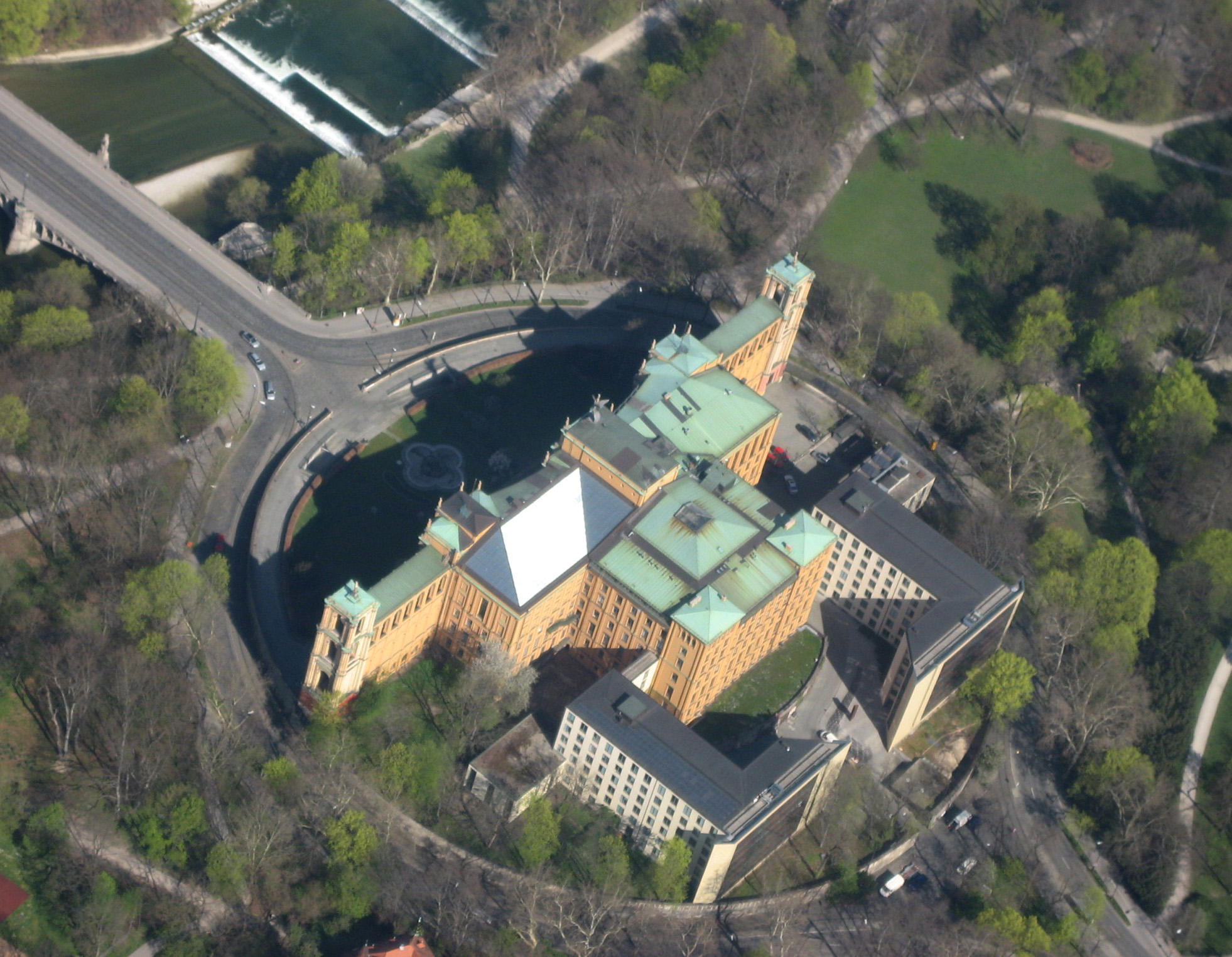
Luftbild (2007)

Das Maximilianeum im Münchner Stadtteil Haidhausen beherbergt seit 1876 die Stiftung Maximilianeum für begabte Studenten aus der Pfalz und Bayern, in deren Besitz sich das Gebäude auch befindet. Außerdem ist es seit 1949 Sitz des Bayerischen Landtags. Der Bau liegt auf dem östlichen Isar-Hochufer (Maximiliansanlagen) in Sichtachse der Maximilianstraße über die Maximiliansbrücke. Die aufwändige Kulissenarchitektur erzielt eine große Fernwirkung.

## Geschichte und Architektur des Gebäudes
Am 6. Oktober 1857 ließ König Max II. den Grundstein für den Bau des Architekten Friedrich Bürklein legen. Aufgrund statischer Probleme durch die Lage des Baues am Isarhochufer wurde die Fassade des Maximilianeums, die ursprünglich im neugotischen Stil der Maximilianstraße geplant war, unter dem Einfluss von Gottfried Semper im Stil der Renaissance mit Rundbögen, Säulen, Mosaiken und büstengefüllten Nischen gestaltet. 1874 war der Bau nach mehrmaligen Nachbesserungen endgültig fertiggestellt. Den Bau dominiert die stadtseitige 150 Meter lange Schaufassade, die an beiden Enden von dreistöckigen offenen Turmarkaden begrenzt wird, an die sich beidseitig siebenjochige, im Obergeschoss ebenfalls offene Arkadenflügel anlegen. Dazwischen liegt in der Mitte der fünfteilige Hauptbau mit zwei dreiachsigen Eckrisaliten, beidseitig konvex eingezogenen vierachsigen Rücklagen und einem ebenfalls dreiachsigen erhöhten Mittelrisalit. Auf der Attika befinden sich Zinngussfiguren, in der Mitte die Figur der Nike, die halbrunden Felder der Attika sind mit Mosaiken geschmückt.
Bis 1918 war im Maximilianeum neben der Studienstiftung und einer historischen Galerie auch die königliche Pagenschule untergebracht. Bis kurz vor Ende des Zweiten Weltkriegs wurde in den Galerieräumen die Münchner Kunstausstellung veranstaltet. Gegen Kriegsende wurden zwei Drittel des Bauwerks zerbombt. Nach dem Krieg wurde das Gebäude durch Karl Kergl wieder aufgebaut.

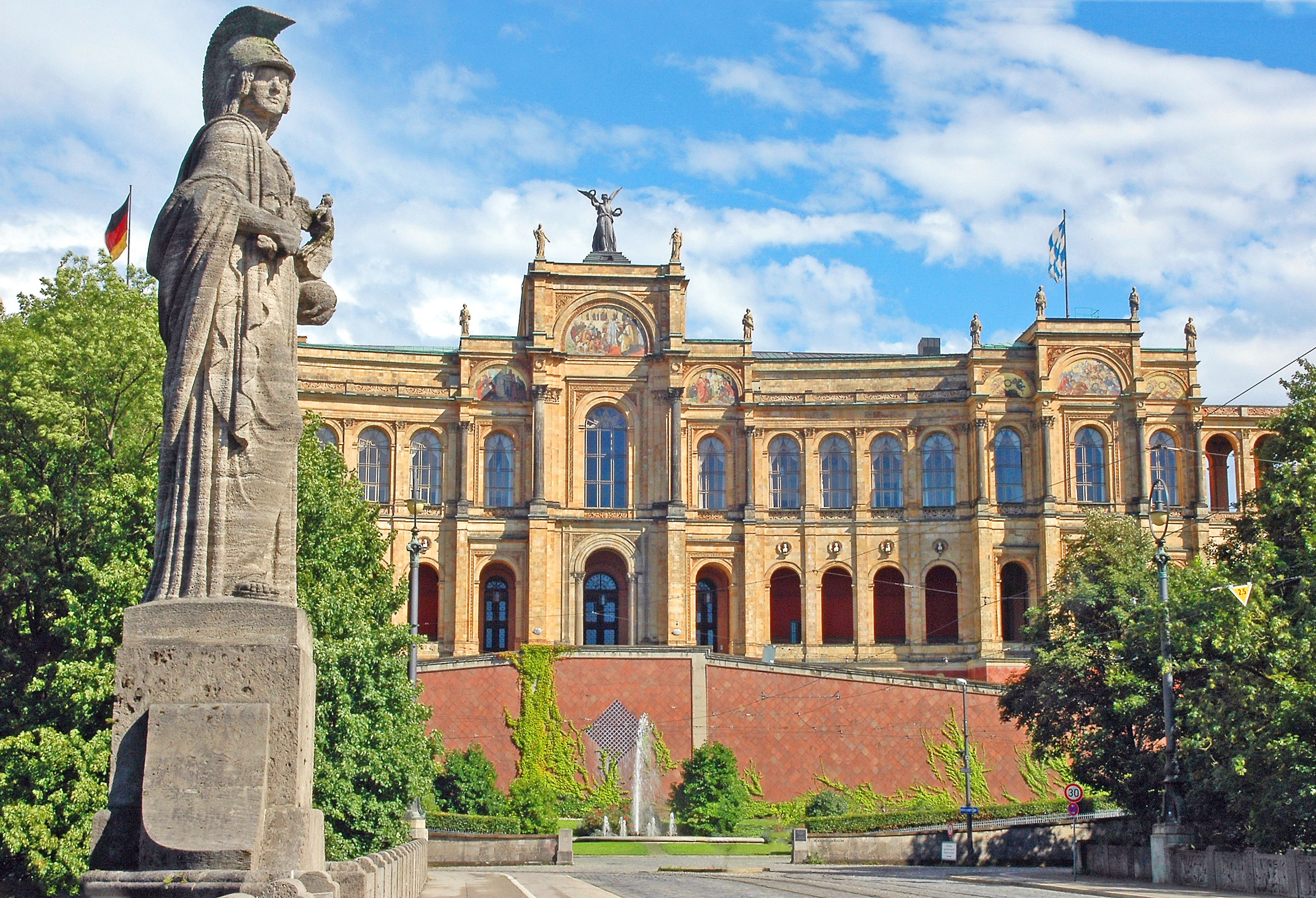
Maximilianeum mit Brückenstatue

1949 wählte der Bayerische Landtag das Gebäude zu seinem Sitz, was entsprechende Änderungen in den Galerieräumen notwendig machte. Auch das vorherige, historistische Gebäude des Bayerischen Landtages in der Prannerstraße war im Krieg schwer beschädigt worden und wurde nicht wieder aufgebaut.
Als der Bau des Maximilianeums für die vielfältige Nutzung zu klein wurde, fügte Helmut Gebhard 1958/59 und 1964/65 im Osten Flügelbauten mit Büroräumen und Sitzungssälen an. Von 1992 bis 1994 folgte eine Erweiterung durch die Architekten Volker Staab und Jürgen Pleuser, 2010 bis 2012 eine weitere Ergänzung von dem Berliner Büro Léon-Wohlhage-Wernik-Architekten. 2005 wurde von Green City Energy eine durch Bürger-Anleihen finanzierte 20 kW Solaranlage auf dem Dach der Flügelbauten installiert. 2018 wurde diese um eine 85 kW PV-Anlage erweitert.
An der Ostwand des heutigen Konferenzraumes befindet sich als der Teil der Historischen Galerie ein großes, von Engelbert Seibertz geschaffenes Fresko, auf dem Alexander von Humboldts Einführung in einen Kreis von Wissenschaftlern und Künstlern vor der Kulisse des Maximilianeums, noch in den neogotischen Formen vor der Planänderung von 1864, dargestellt ist. Das Historienbild Die Hermannsschlacht, das der Maler Friedrich Gunkel zwischen 1862 und 1864 für das Maximilianeum geschaffen hatte, ist im Zweiten Weltkrieg untergegangen.
Das Maximilianeum wurde im Jahr 2020 vom Bayerischen Landtag zusammen mit zwölf weiteren Orten als einer der „Orte der Demokratie in Bayern“ benannt. Auf Empfehlung eines wissenschaftlichen Beirates sollen damit Schauplätze, an denen bayerische Demokratiegeschichte geschrieben wurde, im öffentlichen Raum mit einem Gedenkobjekt sichtbar gemacht werden.

### Grundstein des Maximilianeums von 1857
Im Februar 1998 wurde bei Erdarbeiten zum Bau einer Tiefgarage zufällig der Grundstein des Maximilianeums entdeckt.
Der Grundstein enthielt folgende Gegenstände:
- Porträts von König Maximilian II. und Marie von Preußen, gemalt auf Nymphenburger Porzellantafeln
- ein (ursprünglich funktionstüchtiges) Modell einer englischen Dampflokomotive vom Typ „Patentee“ im Maßstab 1:10 (Rudolf Sigismund Blochmann, Dresden 1838)
- Grundsteinurkunde und einige Baupläne
- diverse Münzen, unter anderem sämtliche 1857 in Bayern kursierenden Geldmünzen

Die Gegenstände sind heute (teilweise restauriert) im Maximilianeum ausgestellt.

## Studienstiftung

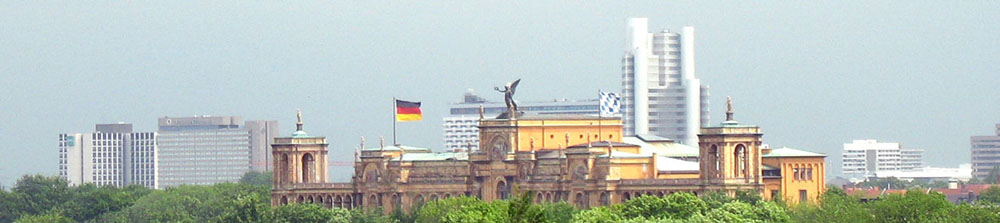
Die Dachlandschaft des Maximilianeums vor den Hochhäusern des Arabellaparks

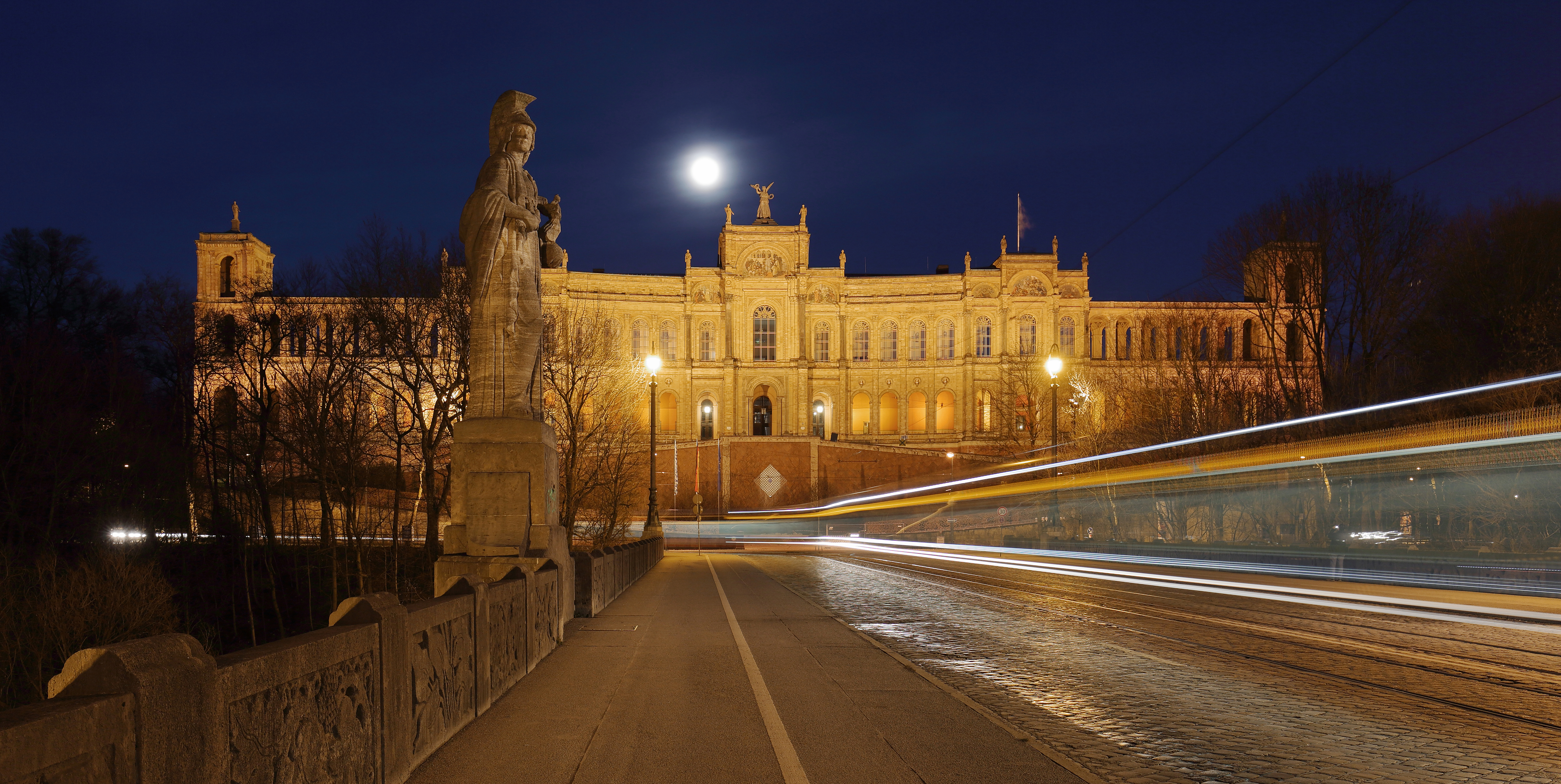
Bei Nacht

Zum Plan Maximilians II., „auf der Isarhöhe bei München einen großen Nationalbau“ zur „Hebung des monarchischen nationalen Volksgeistes“ errichten zu lassen, kam die Idee eines Athenäums als einer Anstalt mit dem Ziel, „talentvollen bayerischen Jünglingen (jeglichen Standes) die Erreichung jener Stufe wissenschaftlicher und geistiger Ausbildung zu erleichtern, welche zur Lösung der höheren Aufgaben des Staatsdienstes erforderlich ist“.
1852 wurde das Athenäum, das seit 1857 nach dem Stifter Maximilianeum heißt, provisorisch in einem Mietshaus untergebracht. Als erste Stipendiaten wurden sechs Abiturienten aus Bayern und der Pfalz ausgewählt, die nun ohne materielle Sorgen an der Ludwig-Maximilians-Universität Rechts- und Staatswissenschaft studieren konnten.
Max II. selbst erlebte die Vollendung des Anstaltsgebäudes nicht mehr, und auch die endgültige juristische Form erhielt die Stiftung erst unter seinem Sohn und Thronfolger Ludwig II. Nach der Urkunde von 1876 gehören der Stiftung bis heute der Maximilianeums-Bau sowie eine Galerie mit Historienbildern und Marmorbüsten. Mit dem Ende der Monarchie 1918 ging das Protektorat über das Maximilianeum auf die Ludwig-Maximilians-Universität über. Die folgende Inflation zehrte das Stiftungsvermögen auf, einzige kleine Einnahmequelle blieben die Eintrittsgelder der Galerie. Die finanzielle Situation besserte sich wieder, als das ausgebombte Bayerische Parlament am 11. Januar 1949 in das Maximilianeum einzog und dafür (damals) einen jährlichen Mietzins von 70.000 DM entrichtete. Darüber hinaus übernahm es die Unterhaltspflicht für das Gebäude.
Seit 1980 ermöglicht die Wittelsbacher Jubiläumsstiftung auch begabten bayerischen Mädchen ein Stipendium. Insgesamt haben seit der Gründung der Anstalt bis zum Jahr 2005 65 Studentinnen und 737 Studenten von der Stiftung profitiert. Bekannte Maximilianer waren unter anderen die beiden bayerischen Ministerpräsidenten Eugen Ritter von Knilling und Franz Josef Strauß, ferner der Physiker Werner Heisenberg, die Schriftsteller Carl Amery und Ulrike Draesner sowie der Liedermacher Michael Kunze.
Zur Aufnahme in die Stiftung Maximilianeum ist ein mehrstufiges Verfahren zu durchlaufen. Der Bewerberkreis beschränkt sich auf folgende Herkunftsregionen:
- Das Gebiet des heutigen Freistaates Bayern
- Das Gebiet der historischen, linksrheinischen bayerischen Pfalz (Rheinland-Pfalz)[5] mit dem saarländischen Saarpfalz-Kreis und den ehemals bayerischen Stadtteilen der saarländischen Landeshauptstadt Saarbrücken[6] (Zur Stiftungsgründung im Jahr 1852 zum Königreich Bayern gehörige Gebiete)

Die wichtigsten Anforderungen an die Bewerber sind hierbei ein Abitur, in das nur Leistungen von mindestens 13 Punkten eingegangen sind, und das erfolgreiche Bestehen zum einen der Prüfung für das Stipendium nach dem Bayerischen Eliteförderungsgesetz (ausgenommen die Pfälzer und Saarländer) und zum anderen einer Sonderprüfung im Bayerischen Kultusministerium. Besonderer Wert wird bei der Auswahl der Stipendiaten auf die Breite ihrer Interessen und ihre Offenheit auch für neue und ungewohnte Fragestellungen gelegt. Von den etwa 400 Abiturienten mit einem Notendurchschnitt von 1,0 werden jedes Jahr etwa sechs bis neun Kandidaten aufgenommen. König Maximilian II. ging davon aus, dass Maximilianer sich nach Abschluss ihres Studiums überwiegend dem Staatsdienst verschreiben. Dazu besteht heute keine Verpflichtung mehr. Mit Ausnahme von Medizin und Theologie für ein Kirchenamt kann jedes wissenschaftliche Studienfach studiert werden.
Die Stipendiaten erhalten freie Kost und Logis im Maximilianeum in München für die Dauer ihres Studiums (bis zum ersten berufsqualifizierenden Abschluss) sowie Gelegenheit zu einem einjährigen Auslandsaufenthalt und zur Teilnahme an Sprachkursen.

## Bayerischer Landtag

### Räumlichkeiten

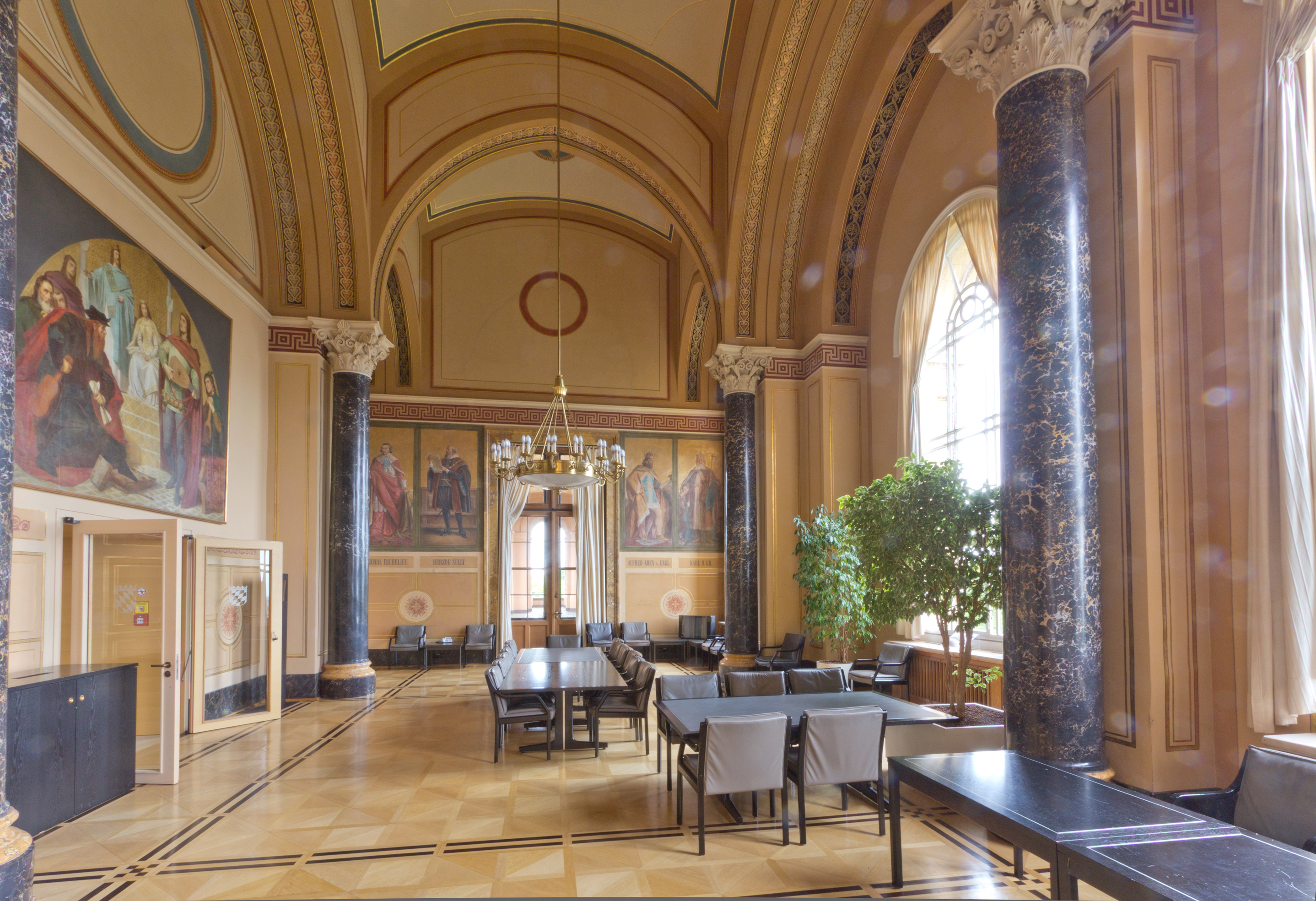
Lesesaal

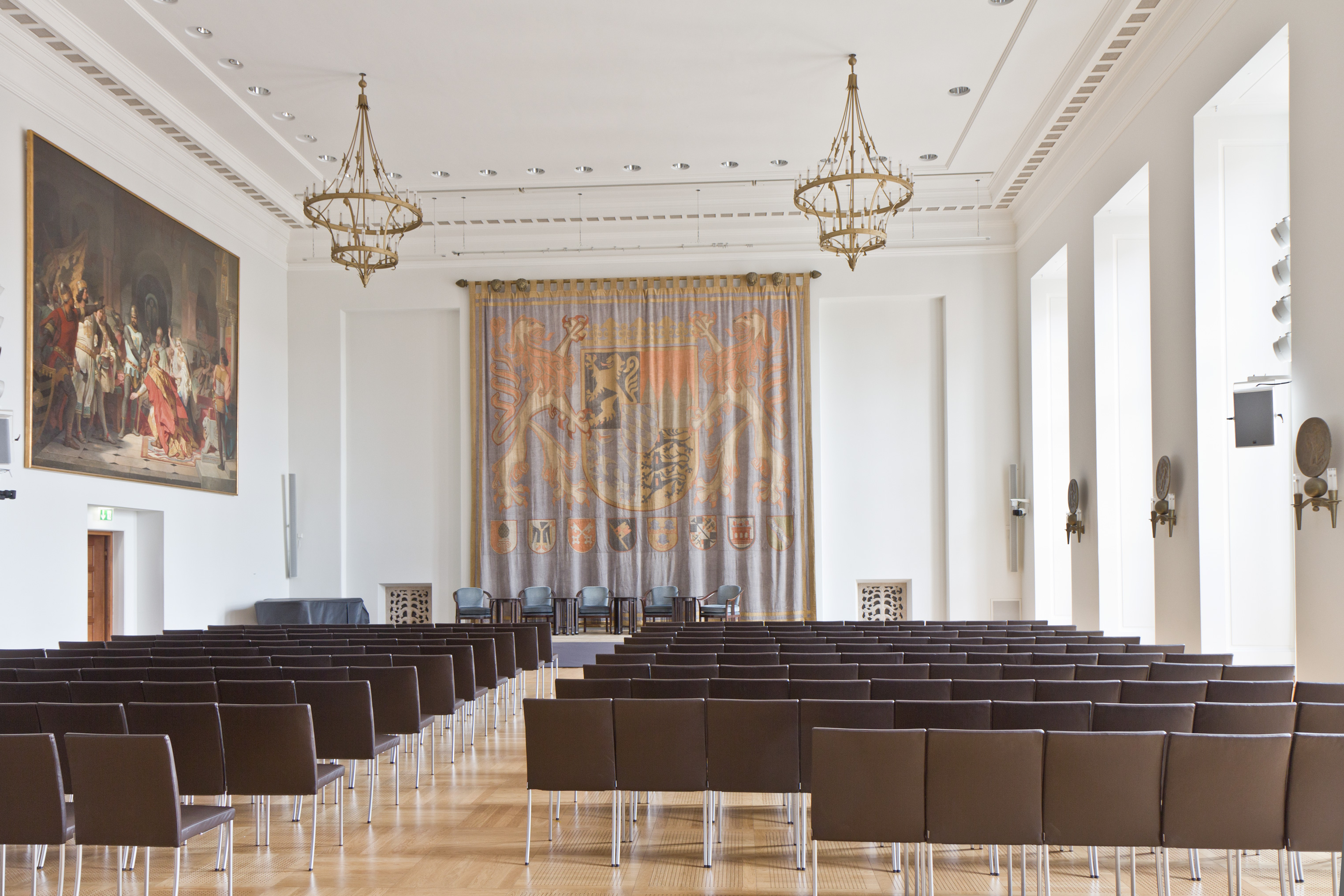
Senatssaal

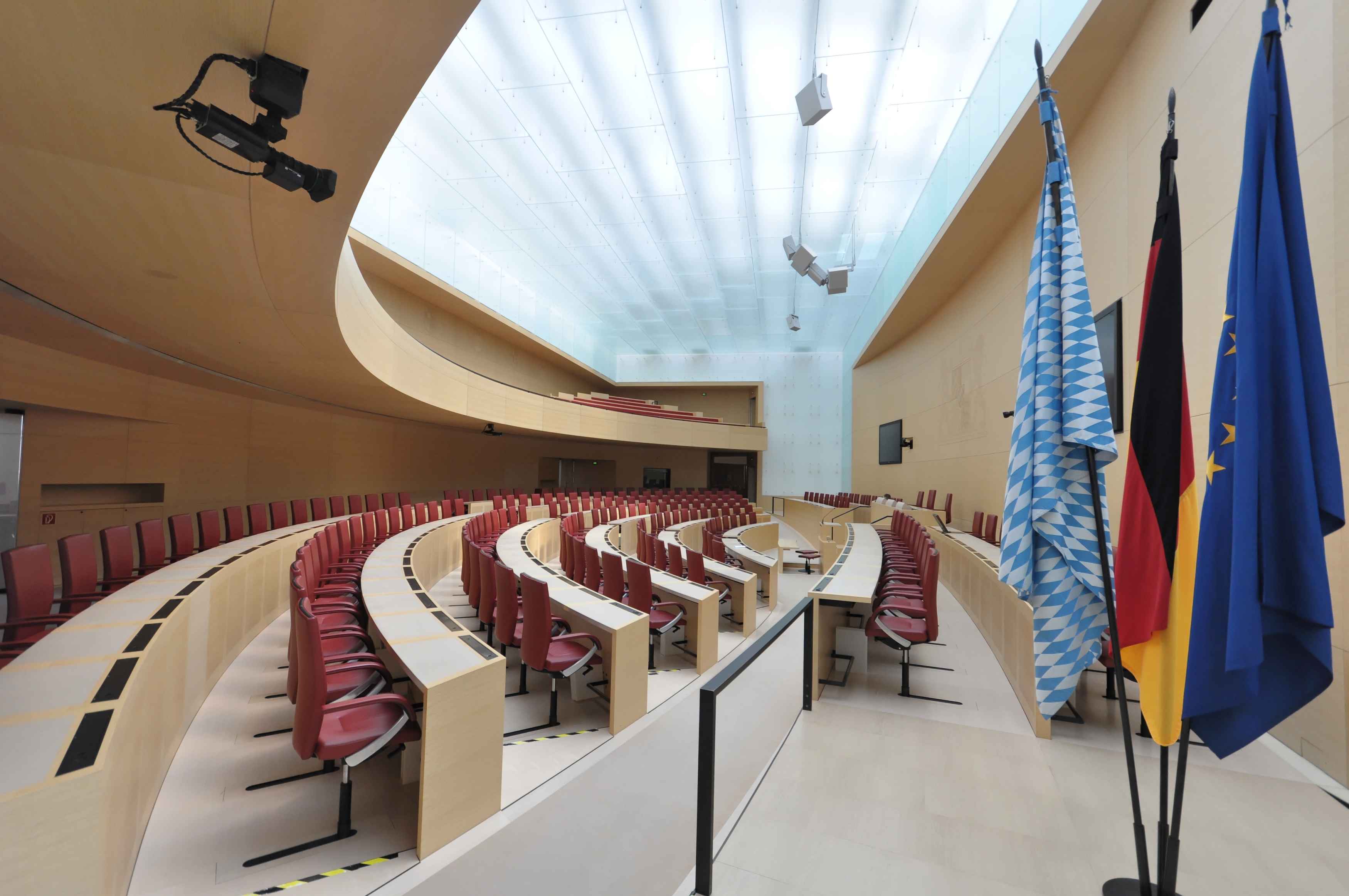
Plenarsaal

1946–48 wurden die beiden Galeriesäle, die sich nördlich und südlich an den in der Mitte des Gebäudes westlich des Treppenhauses liegenden Steinernen Saal anschließen, zum Plenarsaal für die Abgeordneten mit einer Zuschauertribüne (Südlicher Galeriesaal) und zum Senatssaal (Nördlicher Galeriesaal) umgebaut. Der Steinerne Saal als zentraler Raum im Hauptgeschoss des Maximilianeums ist nach dem Empfangs- und Festraum in Schloss Nymphenburg benannt.
Im Januar 1949 zogen die Abgeordneten in ihr neues Parlamentsgebäude ein, im Februar folgte auch der Senat. Auch nach der Auflösung des Bayerischen Senats durch Volksentscheid, mit Wirkung zum 31. Dezember 1999, wurde der Name Senatssaal beibehalten. Ihn schmückt ein Wandteppich mit Wappen von Hermann Kaspar. Unmittelbar nach Ende der letzten Plenarsitzung vor der Sommerpause im Juli 2004 wurden Sanierungsarbeiten zur Schaffung eines neuen Plenarsaales begonnen, um die funktionalen Anforderungen an ein zeitgemäßes Parlament angesichts der vorgefundenen schwierigen Raumproportion besser erfüllen zu können. Vor dem Plenarsaal liegt der Lesesaal der Abgeordneten, vor dem Senatssaal befindet sich der Akademiesaal (Ehemaliges Konferenzzimmer) für Empfänge und Sitzungen, beide Säle mit Blick auf die Innenstadt.

### Befriedeter Bezirk
Nach Art. 17 des Bayerischen Versammlungsgesetzes sind Versammlungen im direkten Umfeld des Landtages nicht zulässig (Bannmeile).